# Euphorbia schickendantzii
Euphorbia schickendantzii är en törelväxtart som beskrevs av Georg Hans Emmo Emo Wolfgang Hieronymus. Euphorbia schickendantzii ingår i släktet törlar, och familjen törelväxter. Inga underarter finns listade i Catalogue of Life.